# Crenicichla ypo
Crenicichla ypo es una especie de pez que integra el género Crenicichla de la familia Cichlidae en el orden de los Perciformes. El nombre científico específico (ypo) significa en idioma guaraní: 'habitante del agua'. Es un endemismo de la cuenca del arroyo Urugua-í, en el extremo nordeste de la Argentina. Es simpátrico con Crenicichla yaha.

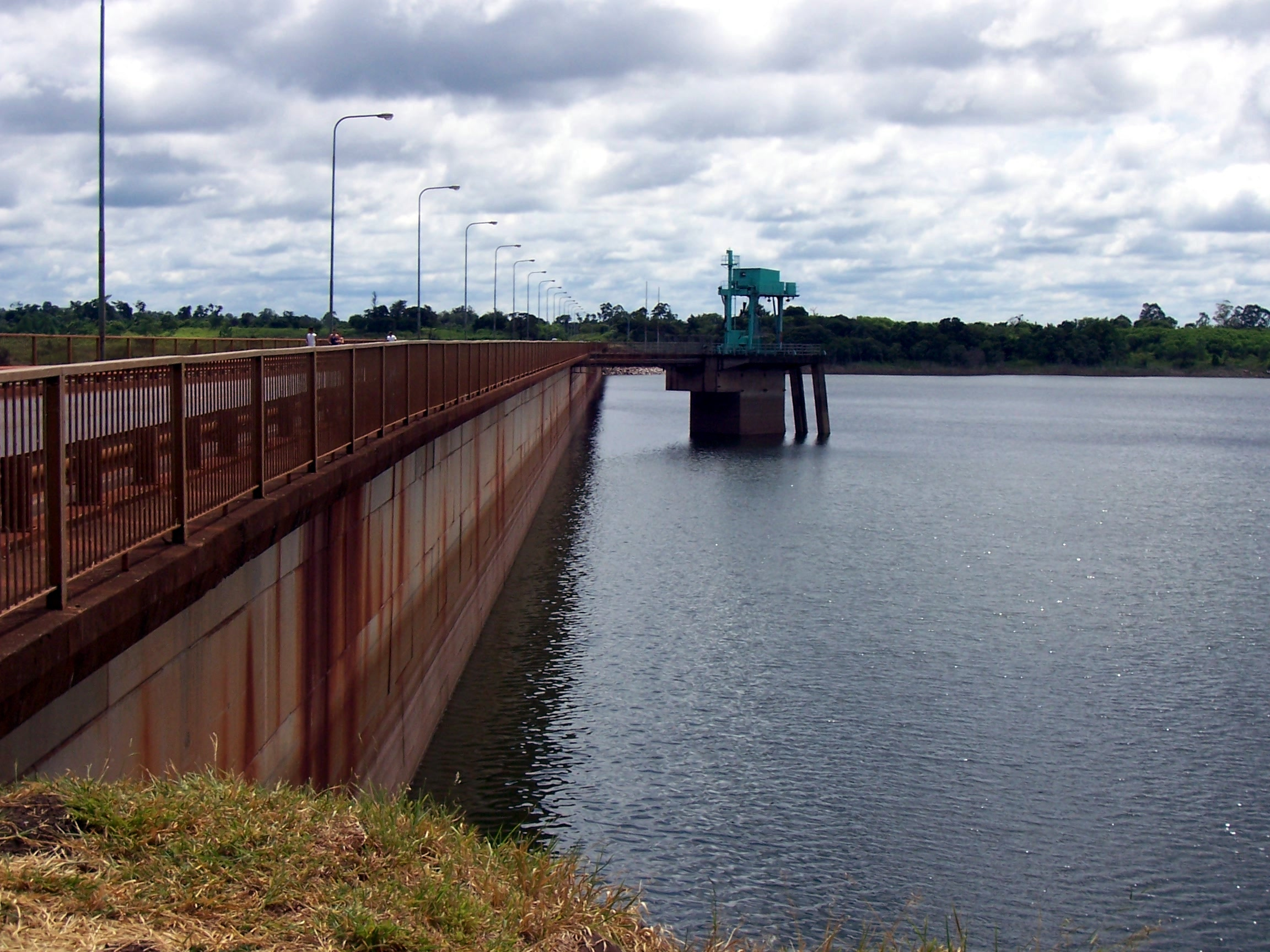
Represa de Urugua-í, sobre el arroyo Urugua-í, Misiones, Argentina; el hábitat donde vive esta especie.

## Distribución geográfica
Este pez habita en el centro-este de América del Sur, en aguas de la cuenca del río Paraná en el noreste de la Argentina, específicamente en el norte de la provincia de Misiones, en la cuenca del arroyo Urugua-í, en parte de los departamentos de Iguazú y General Belgrano. La parte superior y media de la misma se encuentra protegida por el parque provincial Urugua-í.
Localidades donde fue colectado
sólo se conoce a partir de las siguientes localidades, todas son de la cuenca del arroyo Urugua-í, provincia de Misiones:
- Falso arroyo Urugua-í, 25°58′26.2″ S, 54°15′28.5″ O
- Arroyo Grapia, 6 km al norte de Colonia Gobernador J. J. Lanusse, aprox. 25º52.2'S 54º10.4'W
- Arroyo Uruzú, cruce con la ruta prov. 19, parque provincial Islas Malvinas, aprox. 25º56.3'S 54º13.0"W
- Arroyo Urugua-í, cruce con la ruta prov. 19, parque provincial Islas Malvinas, aprox. 25º56.3'S 54º13.0'W
- Arroyo Urugua-í en la isla Palacio, aprox. 25º52.8'S 54º24.0'W.

## Taxonomía y características

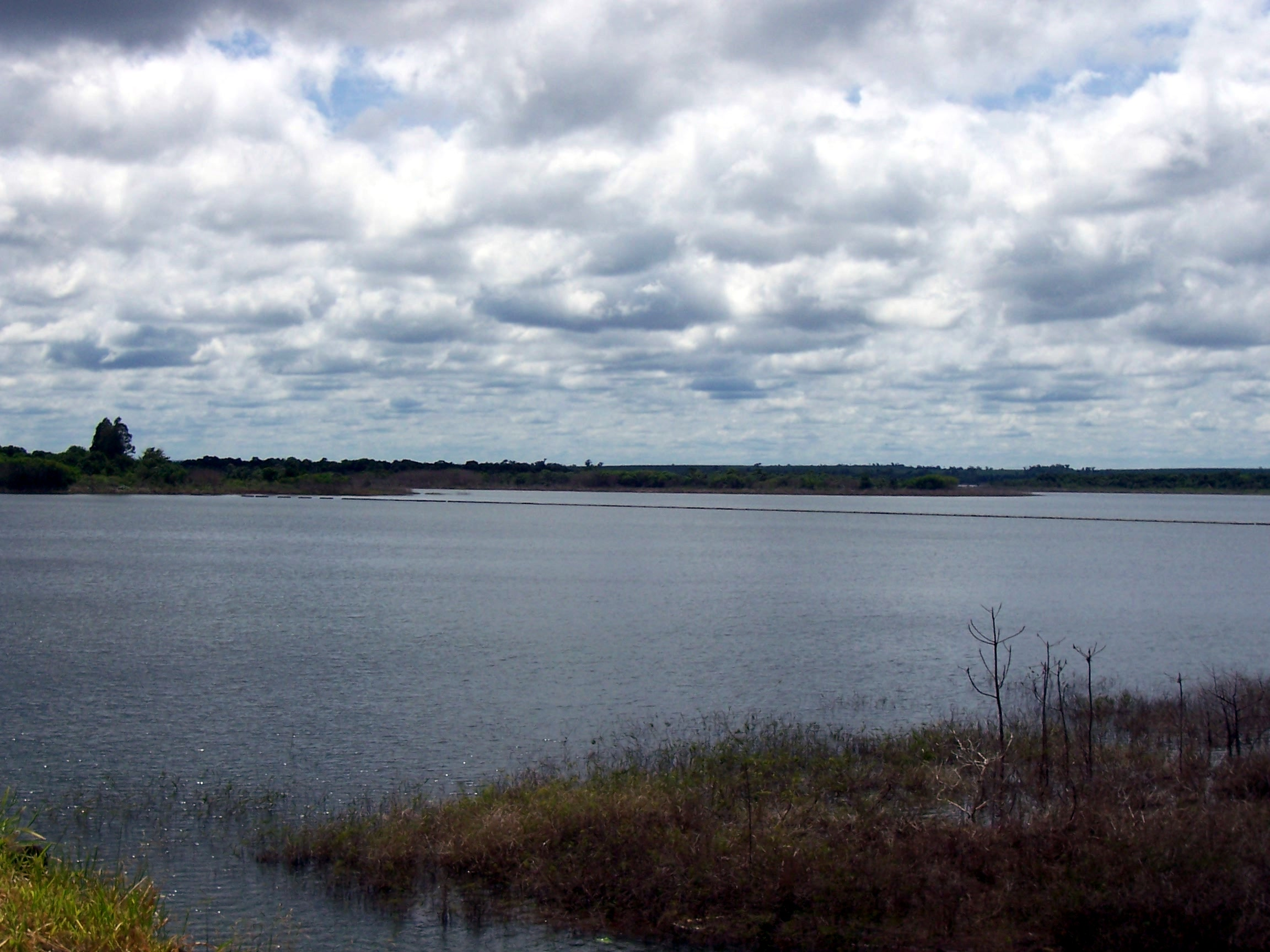
Lago artificial sobre el arroyo Urugua-í, el hábitat de esta especie.

Crenicichla ypo fue descrita para la ciencia en el año 2010, por los ictiólogos Jorge Casciotta, Adriana Almirón, Lubomír Piálek, Sergio Gómez y Oldrich Rícan.
El ejemplar holotipo es el: MACN-ict 9431. Su longitud estándar es de 105,5 mm. La localidad tipo es: Argentina, Misiones, cuenca del Paraná arroyo Urugua-í, Establecimiento “Alto Paraná”, 25º57.9’S 54º06.5’W. Fue capturado en febrero de 1986, por Sergio Gómez y otros.
Esta especie es fácilmente reconocible de cualquier otra que habite en la cuenca del Plata o en los ríos costeros adyacentes al oriente de la misma, por los siguientes caracteres:
- 6 a 8 manchas irregulares sobre la línea lateral superior;
- ausencia de pequeñas manchas oscuras dispersas sobre los flancos;
- bajo número de escamas en la serie E1: 47-55;
- quijada inferior levemente prognata.

La aleta dorsal de las hembras muestra un distintivo patrón cromático: una ancha banda de color negro en la porción distal, y por debajo de esta, otra del mismo ancho de color rojo.